# 河野順一 (社会保険労務士)
河野順一(こうの じゅんいち)は、社会保険労務士・行政書士。東京法令学院の学院長である。人事・労務コンサルタントを行う。
「労働法の伝道師」、「炎の社労士」と呼ばれている。
長年にわたる資格試験受験指導および独立開業指南の経験を活かし、多数の著作を出版。人事・労務コンサルタントとして各企業を対象に、指導を行う。社会保険労務士を対象としたセミナーを全国で開催している。

## 著作
- 魂の社労士 自信力
- 社労士試験に出てくる重要通達・判例
- 身の回りの法律トラブル対処法―日常生活のもめごとで損をしたくなかったらこの1冊
- 小さな会社の人の雇い方・使い方・辞めさせ方
- 徹底マスター社労士過去問10年分 ＜2015年版＞
- 労働災害・通勤災害のことならこの1冊 (はじめの一歩)
- 労働法のことならこの1冊 (はじめの一歩)
- 株式会社をつくるならこの1冊 (はじめの一歩)
- 労使トラブルを解決するならこの1冊 (はじめの一歩)
- 労働基準法では届かない! 民法・刑法・憲法と就業規則で解決する 労務トラブル50
- 賃金・賞与・休業手当・退職金をめぐる実務対策 (労働法実務シリーズ)